# Tambajang Forest Park
Der Tambajang Forest Park ist ein Waldgebiet im westafrikanischen Staat Gambia.

## Topographie
Das 752 Hektar große Waldgebiet liegt in der Lower River Region im Distrikt Jarra Central sowie im Distrikt Jarra East und wurde wie die anderen Forest Parks in Gambia zum 1. Januar 1954 eingerichtet. Es liegt auf der südlichen Seite der South Bank Road, Gambias wichtigster Fernstraße, rund 24 Kilometer östlich von dem nächsten größeren Ort Soma entfernt. Auf der anderen Straßenseite schließt sich der Berikolon Forest Park an.